# Ella tiene fuego
Ella tiene fuego es una canción de la cantante cubana Celia Cruz. Esta canción contiene vocales de rap del artista panameño El General. La canción fue escrita por Sergio George y Fernando Osorio, producida por George y lanzada como el segundo sencillo del último álbum de estudio de Cruz "Regalo del alma" (2003) el 20 de diciembre de 2003.
La canción alcanzó el número veinticinco en la lista Billboard Latin Songs y el número dos en la lista Billboard Tropical Songs. Más tarde se convirtió en el 17.º mejor canción tropical de 2004.

## Antecedentes
En 2001, Cruz lanzó su 59.º álbum de estudio "La negra tiene tumbao". El álbum incluyó un sencillo top ten, en su canción de título, así como otro sencillo relativamente exitoso, "Hay que empezar otra vez". "La negra tiene tumbao" alcanzó el número treinta en la lista Billboard Latin Songs y el número cuatro en la lista Billboard Tropical Songs. Esta canción recibió nominaciones para Grabación del Año, Canción del Año y Video Musical del Año en los Premios Grammy Latinos de 2002. El álbum ganó el Premio Grammy Latino al Mejor Álbum de Salsa. Fue nominado al premio Grammy Latino por Álbum del Año.
En diciembre de 2002, Cruz fue marginada por un tumor cerebral. A principios de 2003, tras una cirugía parcialmente exitosa para extirpar el tumor, Cruz regresó al estudio para grabar "Regalo del alma", semanas después de la operación. Cruz murió el 16 de julio de 2003 por cáncer cerebral, a la edad de 77 años.
"Ríe y llora" fue lanzado como el sencillo principal del álbum en julio de 2003. Cruz pidió que la canción sea el sencillo principal para el álbum, "como era la canción en la que se identificó". La canción recibió un premio ASCAP por la "Canción Tropical del Año" en 2004. En los Premios Grammy Latinos de 2004, la canción ganó el Grammy Latino de "Mejor Canción Tropical". En la ceremonia, "Regalo del alma" recibió el premio Grammy Latino al Mejor Álbum de Salsa. También recibió el Premio Grammy al Mejor Disco de Salsa / Merengue en el 46.º Grammy anual. En los Latin Billboard Music Awards de 2004, la canción recibió una nominación para Canción Tropical Airplay del Año por una Artista Femenina.

## Composición y recepción musical
La canción combina los géneros musicales tropicales y rap. Mientras revisaba el álbum, Evan Gutiérrez, de Allmusic, afirmó que la canción era una de las varias "pistas impulsadas por bucle que impulsan a Cruz ya su leal base de fans en el siglo XXI". En la biografía de Cruz de Eduardo Marceles, Marceles consideró la canción como "otro tema del rap". Recibió un premio de ASCAP de la "Canción Tropical del Año" en 2005.

## Listado de canciones
| N.º | Título                             | Escritor(es)                                | Productor(es) | Duración |  |
| 1.  | «Ella tiene fuego» (Álbum Versión) | Sergio George, Edgardo Franco, Jorge Piloto | Sergio George | 4:07     |  |

| CD Single – The Remixes |                                                             |                                             |               |          |  |
| N.º                     | Título                                                      | Escritor(es)                                | Productor(es) | Duración |  |
| 1.                      | «Ella tiene fuego» (D'Menace Reggaeton Radio Mix)           | Sergio George, Edgardo Franco, Jorge Piloto | Dennis Nieves | 3:53     |  |
| 2.                      | «Ella tiene fuego» (Giuseppe D. Radio Remix)                | George, Franco, Piloto                      | Giuseppe D.   | 3:22     |  |
| 3.                      | «Ella tiene fuego» (Chris "The Greek" Panaghi Radio Mix)    | George, Franco, Piloto                      | Chris Panaghi | 3:45     |  |
| 4.                      | «Ella tiene fuego» (D'Menace Reggaeton Extended Mix)        | George, Franco, Piloto                      | Dennis Nieves | 5:09     |  |
| 5.                      | «Ella tiene fuego» (Giuseppe D. Extended Remix)             | George, Franco, Piloto                      | Giuseppe D.   | 5:53     |  |
| 6.                      | «Ella tiene fuego» (Chris "The Greek" Panaghi Extended Mix) | George, Franco, Piloto                      | Chris Panaghi | 6:42     |  |
| 7.                      | «Ella tiene fuego» (Álbum Versión)                          | George, Franco, Piloto                      | Sergio George | 4:07     |  |

## Posicionamiento en listas

### Listas semanales
| Lista (2004)                  | Posición |
| ----------------------------- | -------- |
| US Latin Songs (Billboard)    | 25       |
| US Tropical Songs (Billboard) | 2        |

### Listas anuales
| Lista (2004)                  | Posición |
| ----------------------------- | -------- |
| US Tropical Songs (Billboard) | 17       |